# Canthylidia sericea
Canthylidia sericea är en fjärilsart som beskrevs av B.C.S Warren 1926. Canthylidia sericea ingår i släktet Canthylidia och familjen nattflyn. Inga underarter finns listade i Catalogue of Life.